# Barbara Visser (politicus)
Barbara Visser (Šibenik, 16 augustus 1977) is een Nederlands adviseuse, bestuurster en voormalig politica van Kroatische afkomst. Ze is lid van de VVD. Ze was staatssecretaris van Defensie (2017–2021) en minister van Infrastructuur en Waterstaat (2021–2022) in het kabinet-Rutte III. Daarvoor was ze Tweede Kamerlid (2012–2017) en gemeenteraadslid (2006–2010) en wethouder (2010–2012) van Zaanstad.

## Voor de politiek
Barbara Visser heeft een Nederlandse vader en een Kroatische moeder en beschikt daarom over zowel de Nederlandse als de Kroatische nationaliteit. Visser werd geboren in de voormalige Socialistische Federale Republiek Joegoslavië en verhuisde met haar moeder naar Nederland toen ze drie jaar oud was.
Ze behaalde haar vwo-diploma in 1995 aan het Pascal College te Zaandam. Tussen 1995 en 2001 studeerde Visser Bedrijfskunde van de Financiële Sector (BFS) aan de Vrije Universiteit Amsterdam. Na haar studie werkte ze bij de Belastingdienst als senior beleidsmedewerker. Van 2006 tot 2010 was zij executive business consultant bij Atos Consulting NV.

## Politiek

### Zaanstad
Van maart 2006 tot april 2010 was zij gemeenteraadslid in Zaanstad. Na de gemeenteraadsverkiezingen van 2010 werd Visser in diezelfde gemeente wethouder van economie, toerisme, werk en inkomen, integratie en personeel en organisatie. Zij behield deze functie tot september 2012.

### Tweede Kamerlid
Bij de Tweede Kamerverkiezingen 2012 stond Visser op plek 21. Ze behaalde 3509 voorkeursstemmen. Bij de Tweede Kamerverkiezingen 2017 stond Visser op plek 7 en behaalde 9220 voorkeurstemmen. Zij was in 2012-2014 woordvoerder volkshuisvesting.

### Staatssecretaris
Visser werd op 26 oktober 2017 benoemd tot staatssecretaris van Defensie in het kabinet-Rutte III. Haar portefeuille omvatte Personeels- en Materieelvoorziening en Bedrijfsvoering. In februari 2020 kwam Visser onder vuur te liggen, omdat ze door een voorganger gedane beloften aan de provincie Zeeland over de verhuizing van een kazerne niet was nagekomen. Volgens de Algemene Rekenkamer kostte de afgeblazen verhuizing bijna een miljard euro meer dan gepland. Bovendien had zij verzuimd de Tweede Kamer tijdig te informeren over een dreigende claim van ICT-dienstverleners IBM en Atos.

### Minister
Op 31 augustus 2021 werd Visser benoemd tot demissionair minister van Infrastructuur en Waterstaat als opvolger van Cora van Nieuwenhuizen. Haar taken op het ministerie van Defensie werden overgenomen door minister Ank Bijleveld. Op 10 januari 2022 werd ze als minister opgevolgd door Mark Harbers.

## Na de politiek
Visser werd lid van de raad van toezicht van het Zaans Museum en van amsterdam&partners en voorzitter van de raad van advies van Port of Zwolle. In januari 2024 trad zij aan als partner bij de Nederlandse tak van PA Consulting Group, een managementadviesbureau dat zich o.a. richt op de (semi-)publieke sector en defensie & veiligheid.
Per 1 november 2024 werd Visser benoemd tot CEO van advies- en ingenieursbureau Movares. Eén van de doelstellingen voor haar werd om Movares middels uitbreiding en overnames in de top drie te positioneren.